# Беномил
Беномил (1-(бутилкарбамоил)-1H-1,3-бензимидазол-2-ил метилкарбамат, бенлат, узген, фундазол) — непредельное органическое соединение. Системный фунгицид, эффективный для борьбы с рядом заболеваний растений. Получают взаимодействием карбендазима с бутилизоцианатом.

## Физические свойства
Представляет собой белое кристаллическое вещество. Растворим в хлороформе (около 8,3 %), нерастворим в воде.

## Химические свойства
При температуре выше 300 °C или под действием ультрафиолетового излучения разрушается, образуя карбендазим.
В воде разлагается на карбендазим, н-бутиламин и углекислый газ, в почве распадается на карбендазим и 2-аминобензимидазол, которые не выщелачиваются из неё. При щелочном гидролизе беномила образуются 3-бутил-2,4-диоксо-1,2,3,4-тетрагидро-симм.-триазино[а] бензимидазол и N-бутил-N'-(бензимидазолил-2) мочевина.

## Применение
Беномил — системный фунгицид широкого спектра действия для обработки сельскохозяйственных культур (0,8—1,5 кг/га) и почвы. Также используется для протравливания семян (1—1,5 кг/т) в целях борьбы с рядом заболеваний (в том числе, мучнистой росой) сеянцев и саженцев яблони, груши, сливы, персика, вишни, черешни. Применяется в виде смачивающегося порошка (бенлат).
К недостаткам беномила относятся сравнительно быстрое приобретение устойчивости к нему ряда фитопатогенных грибов, а также тератогенный эффект, который может быть вызван в больших дозах.

## Безопасность
Малотоксичен. ПДК в воде составляет 0,5 мг/л. ЛД50 ⩾6,3 г/кг на крысах. Допустимые остатки составляют 1 мг/кг в сахарной свекле и 0,5 мг/кг во фруктах, огурцах, томатах.
Является персистентным препаратом: в течение 1—3 лет, в зависимости от климатических условий, полностью пропадает из почвы. В нестерилизованной почве разрушается в течение трёх недель.